# Selakar Udang
Selakar Udang is een bestuurslaag in het regentschap Aceh Singkil van de provincie Atjeh, Indonesië. Selakar Udang telt 48 inwoners (volkstelling 2010).